# لوكهيد يو-2
لوكهيد يو-2 الملقبة بـ «دراغون لايدي» هي طائرة مراقبة جوية، أحادية المحرك، عالية الارتفاع تستعملها القوات الجوية الأمريكية وسابقا وكالة المخابرات المركزية. وفرت الطائرة مراقبة ليلا ونهارا على علو مرتفع (70,000 قدم/21,000 متر) وفي جميع الأحوال الجوية.
أسقطت عام 1960 ، فوق الأراضي السوفييتية والتي أفشلت الاجتماع الذي كان مقررا في باريس بين الرئيس «ايزنهاور وخروتشوف ومكملان وديجول». وبمساعدة الطائرة U.2 استطاعت الولايات المتحدة معرفة أماكن الصواريخ الروسية في كوبا عام 1962